# Amalomastax furcata
Amalomastax furcata är en insektsart som beskrevs av Marius Descamps 1971. Amalomastax furcata ingår i släktet Amalomastax och familjen Euschmidtiidae. Inga underarter finns listade i Catalogue of Life.